# Corrib (fleuve)
Pour les articles homonymes, voir Corrib.
Le Corrib (en irlandais Gaillimh ou Abhraim na Gaillimhe) est un fleuve situé sur la côte ouest de l'Irlande dans le comté de Galway.

## Géographie
Il prend sa source dans le lac Corrib, site Ramsar depuis 1996 et se jette dans la Baie de Galway. Il traverse la ville de Galway. Ce fleuve a une longueur totale de seulement 6 kilomètres, ce qui le range comme l'un des plus petits fleuves d'Europe. De ce fait, il est aussi l'un des plus puissants, particulièrement après plusieurs jours de pluie.
Le Corrib est également réputé pour sa richesse en saumons sauvages (de juin à septembre), car il est une des principales voies d'accès au lac Corrib, et aux nombreux lacs et cours d'eau du Connemara.

### Articles liés
- Liste des cours d'eau d'Irlande
- Liste de fleuves dans le monde classés par continents
- Liste des lacs d'Irlande
- Le Connemara